# مايك وارد (سياسي)
مايك وارد (بالإنجليزية: Mike Ward)‏ هو سياسي نيوزلندي، ولد في 18 يوليو 1942 في هاستينجس في نيوزيلندا. حزبياً، نشط في حزب الخضر في أوتياروا وValues Party ‏. وقد انتخب عضو مجلس النواب النيوزيلندي.